# Erwin Musger
Erwin Musger (* 20. März 1909 in Neumarktl/Krain (Österreich-Ungarn); † 16. März 1985 in Graz) war ein österreichischer Flugzeug- und Fahrzeugkonstrukteur.

## Leben
Nach dem Besuch der Grund- und Bürgerschule in seinem Heimatort erhielt Musger von 1925 bis 1927 eine Berufsausbildung an der Bundesanstalt für Maschinenbau und Elektrotechnik in Klagenfurt. Von 1927 bis 1929 besuchte er die Elektro- und Maschinenbau-Gewerbeschule in Wien.
Seine erste Stellung erhielt Musger als Konstrukteur bei der Firma J. M. Voith in St. Pölten, wo er mit dem Bau von Papiermaschinen und von Schiffspropellern nach dem System Voith-Schneider beschäftigt war. 1933 wurde Musger wegen Arbeitsmangel entlassen und übersiedelte nach Herzogenburg. Seit 1930 war er Mitglied des dortigen Segelfliegerclubs. Um öfter fliegen zu können, als dies im Rahmen des Clubs möglich war, begann Musger mit der Planung und dem Bau eines großen Rumpfsegelflugzeuges, des Mg I. 1933 übernahm er nach seiner Entlassung die Flugleitung und war bis zu seinem Ausscheiden aus der Fliegergruppe 1937 Geländekommandant. 1934 absolvierte er mit der Mg IV, die aus Umbauten der Mg I hervorging, seine C-Prüfung.
In jenen Jahren begann er mit dem Bau einer Motormaschine (Mg III), die aber erst 1937 fertiggestellt werden konnte. Musger konstruierte seit 1935 einen neuen Doppelsitzer, die Mg 9, deren Statik Eduard Walzl von der Akaflieg Graz zu berechnen half. Mit dieser Maschine wurden zahlreiche österreichische Dauerflugrekorde aufgestellt, mit einer Mg 9a durch Toni Kahlbacher als Fluglehrer am 5./6. September 1938 mit 23 h und 41 min und am 8./10. September 1938 mit 40 h und 41 min zwei Weltrekorde im Doppelsitzer.
1937 entwarf Musger für den Österreichischen Aero Club (ÖAeC) eine C-Schulmaschine unter den Bezeichnungen Mg 12/12a, die gemeinsam mit der Mg 9a in Kleinserie ging. Im Dezember 1937 erhielt er eine Stellung als Konstrukteur und Statiker bei der Wiener Neustädter Flughafen Betriebsgesellschaft mbH. Während des Krieges war Musger teilweise in Berlin im Reichsluftfahrtministerium, wo er an der Entwicklung der Steuerung von Lastenseglern arbeitete.

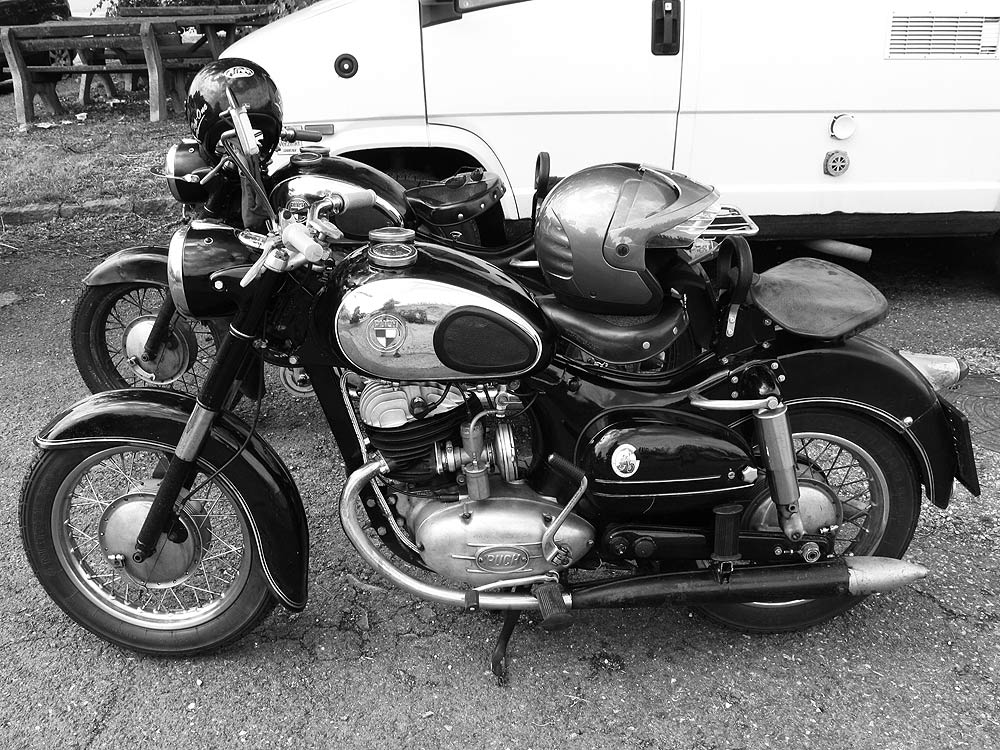
Puch 250 SG mit dem Schalenrahmen nach dem Patent von Erwin Musger und Alfred Oswald

1948 erhielt er aufgrund der Berechnung und Konstruktion eines patentierten Schalenrahmens für Motorräder eine Anstellung bei der Steyr-Daimler-Puch AG in Graz, die daraufhin von 1950 bis 1972 Motorräder und Mopeds mit diesem Schalenrahmen in das Fertigungsprogramm aufnahm, damals eine sensationelle Neuerung im Motorradbau.
In seiner Freizeit entwickelte Musger mit dem Statiker Leopold Hager die Mg 9a zur Mg 19 weiter, die von der Firma Josef Oberlerchner in Spittal/Drau in Serie gebaut wurde. Zwischen 1951 und 1961 wurden insgesamt 45 dieser Flugzeuge gebaut.
Von 1957 bis 1961 arbeitete Musger bei der Firma Innocenti in Mailand, wo er im Zweirad- und Vierradsektor tätig war, 1961 bis 1971 wieder bei Puch. Seit 1954 entstand die einsitzige Leistungssegelmaschine Mg 23, die ebenfalls bei Oberlerchner in Serie ging und bis 1966 hergestellt wurde. Musger verwirklichte vor und nach dem Zweiten Weltkrieg mehr Konstruktionsentwürfe als jeder andere österreichische Flugzeugbauer.
1955 erhielt er die Ehrennadel in Gold, 1976 das Goldene Ehrenzeichen des Österreichischen Aero-Clubs.